# برکه ملایی
برکه ملایی، روستایی تاریخی از توابع بخش خیرگو شهرستان لامرد در استان فارس ایران است. که دارای قدمتی ۱۰۰ ساله میباشد. روستای برکه ملایی از غرب با روستای تمرو (طایفه اصیل شیخ) و از شرق با روستای شرف آباد هم مرز است.

## جمعیت
این روستا در دهستان خیرگو قرار دارد و بر اساس سرشماری مرکز آمار ایران در سال ۱۳۸۵، جمعیت آن ۱۰۱ نفر (۲۵ خانوار) بوده‌است.